# أرمينيا الموحدة

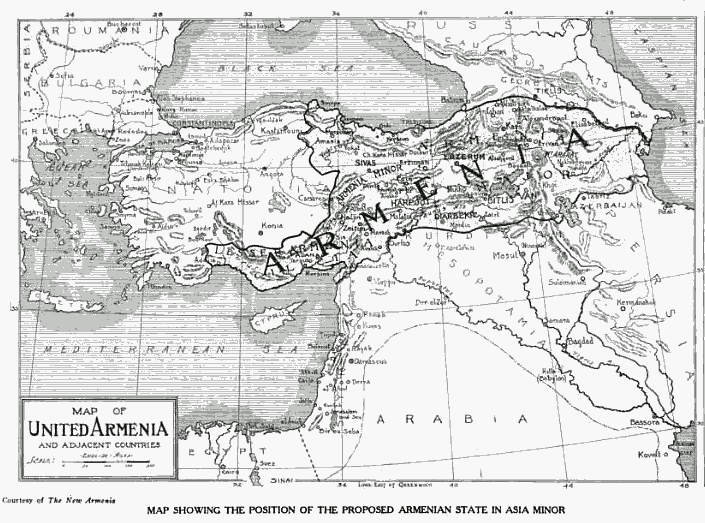
أرمينيا العظمى أو أرمينيا المتحدة

أرمينيا المتحدة والمعروفة أيضًا باسم أرمينيا الكبرى أو أرمينيا العظمى، هو مفهوم قومي عرقي تحرري أرمني يشير إلى المناطق داخل الوطن التقليدي الأرمني - المرتفعات الأرمنية - التي كانت أو ما تزال مأهولة بشكل كبير من قبل الأرمن. كانت فكرة ما يعتبره الأرمن توحيد أراضيهم التاريخية منتشرة طوال القرن العشرين وتم الترويج لها من قبل أفراد ومنظمات ومؤسسات مختلفة، بما في ذلك الأحزاب القومية مثل الاتحاد الثوري الأرمني (حزب الطاشناق) وحزب التراث، ومنظمات أخرى مثل منظمة «أسالا».
تشمل فكرة «أرمينيا المتحدة» التي يروج لها الاتحاد الثوري الأرمني مطالب بأرمينيا الغربية (شرق تركيا)، وناغورنو-كاراباخ (آرتساخ)، والجيب المغلق ناخيتشيفان (ناخيتشيفان) التابع لأذربيجان، ومنطقة جافاخيتي (جافاخك) في جورجيا. تسكن منطقة جافاخك أغلبية أرمنية. كانت أرمينيا الغربية وناخيتشيفان تضمّان تجمعات أرمنية كبيرة حتى أوائل القرن العشرين، وكذلك ناغورنو-كاراباخ حتى عام 2023، لكنها لم تعد كذلك الآن. تعرضت أرمينيا الغربية لإبادة جماعية شبه كاملة خلال الإبادة الجماعية الأرمنية عام 1915، حيث انتهى الوجود الأرمني الذي دام آلاف السنين في هذه المنطقة إلى حد كبير، وتم تدمير التراث الثقافي الأرمني من قبل الحكومة العثمانية. في عام 1919، أعلنت حكومة جمهورية أرمينيا الأولى التي كان يهيمن عليها الاتحاد الثوري الأرمني توحيد الأراضي الأرمنية رسميًا. ويستند الاتحاد الثوري الأرمني في مطالبه بأرمينيا الغربية، التي تسيطر عليها الآن تركيا، إلى معاهدة سيفر لعام 1920، والتي تم إبطالها فعليًا بالأحداث التاريخية اللاحقة. وغالبًا ما تُعتبر هذه المطالب الإقليمية الهدف النهائي للاعتراف بالإبادة الجماعية الأرمنية وكجزء من التعويضات المرتبطة بها.
الحركة الوحدوية الأرمنية الأكثر حداثة، وهي حركة كاراباخ التي بدأت في عام 1988، سعت إلى توحيد ناغورنو-كاراباخ مع أرمينيا السوفييتية آنذاك. ونتيجة للحرب اللاحقة مع أذربيجان، نجحت القوات الأرمنية في السيطرة الفعلية على معظم ناغورنو-كاراباخ والمناطق المحيطة بها، مما أدى إلى التوحيد الفعلي بين أرمينيا وكاراباخ. ويعتبر بعض القوميين الأرمن أن ناغورنو-كاراباخ هي «المرحلة الأولى من أرمينيا الموحدة».

## تاريخ المطالبات

### الأصول
في معناه الحالي، صيغ مصطلح «أرمينيا المتحدة» خلال النهضة القومية الأرمنية في النصف الثاني من القرن التاسع عشر. خلال هذه الفترة، كانت المناطق المأهولة بالأرمن مقسمة بين الإمبراطورية الروسية (أرمينيا الشرقية) والإمبراطورية العثمانية (أرمينيا الغربية). أحد أقدم استخدامات عبارة «أرمينيا المتحدة» هو من قبل جمعية أصدقاء الحرية الروسية الإنجليزية في طبعة عام 1899 من مجلة روسيا الحرة الشهرية. تقتبس الطبعة من تقرير سري أرسله غريغوري غوليتسين (حاكم القوقاز الروسي) إلى القيصر نيقولا الثاني، يحتوي على اقتراحات لسياسة مستقبلية. يكتب غوليتسين عن حركة قومية تهدف إلى «استعادة أرمينيا المستقلة في الماضي»، ويذكر أن «هدفهم هو أرمينيا كبيرة وموحدة».
كانت فكرة أرمينيا المستقلة والموحدة الهدف الرئيسي لحركة التحرر الوطني الأرمينية خلال أواخر القرن التاسع عشر وأوائل القرن العشرين. وبحلول العقد الأول من تسعينيات القرن التاسع عشر، اندلع صراع مسلح منخفض الحدة بين الأحزاب الأرمنية الثلاثة الرئيسية—الاتحاد الثوري الأرمني (الطاشناق)، وحزب الهنتشاق، والأرمنكان—وبين الحكومة العثمانية. أدت دعوات القوى الكبرى للإصلاح في المقاطعات الأرمنية وتطلعات الأرمن إلى الاستقلال إلى وقوع مذابح الحميدية بين عامي 1894 و1896، حيث قُتل ما يصل إلى 300 ألف مدني أرمني بأمر من السلطان عبد الحميد الثاني، الذي سُمِّيت المذابح باسمه. بعد ثورة تركيا الفتاة عام 1908، اعتقد بعض الأرمن أن الوضع سيتحسن؛ ولكن في العام التالي، وقعت مذبحة أضنة وتدهورت العلاقات التركية الأرمنية بشكل أكبر. وبعد حروب البلقان بين عامي 1912 و1913، تعرضت الحكومة العثمانية لضغوط لقبول حزمة إصلاحات أرمنية تتعلق بالمقاطعات الأرمنية في أوائل عام 1914.

### الحرب العالمية الأولى والإبادة الجماعية للأرمن
تم إبادة الأرمن في شرق الإمبراطورية العثمانية على يد الحكومة العثمانية في عام 1915 والسنوات التالية. قُدِّر عدد القتلى الأرمن بحوالي 1.5 مليون شخص، بينما لجأ الناجون إلى بلدان أخرى. تُعرف هذه الأحداث باسم الإبادة الجماعية للأرمن، والتي تنكرها الدولة التركية رسميًا، مدعية زورًا أن القتل كان نتيجة «حرب أهلية». نجحت الحكومة العثمانية في إنهاء وجود الأرمن الذي دام لأكثر من ألفي عام في أرمينيا الغربية.
بحلول عام 1916، كانت معظم أراضي أرمينيا الغربية تحت الاحتلال الروسي كجزء من حملة القوقاز خلال الحرب العالمية الأولى. في بعض المناطق المحتلة، خاصة حول وان، أُقيم حكم ذاتي أرمني لفترة وجيزة. انسحب الجيش الروسي من المنطقة بسبب ثورة عام 1917. وسرعان ما استعادت الإمبراطورية العثمانية تلك الأراضي من الوحدات الأرمنية غير النظامية القليلة. في القوقاز، تم تشكيل اللجنة الخاصة عبر القوقاز بعد ثورة فبراير.
استولى البلاشفة على السلطة في روسيا من خلال ثورة أكتوبر وسرعان ما وقعوا هدنة أرزينجان لإنهاء القتال في أرمينيا التركية. تخلى الجيش الروسي عن مواقعه، وترك المنطقة تحت سيطرة أرمنية ضعيفة. أنشأ البلاشفة المفوضية القوقازية في المنطقة. وُقِّعت معاهدة بريست-ليتوفسك في 3 مارس 1918، وبدأ الجيش العثماني في استعادة الأراضي المفقودة، واستولى على كارس بحلول 25 أبريل. وقعت روسيا معاهدة بريست-ليتوفسك مع الإمبراطورية العثمانية، وبحلول أبريل 1918، أعلن اتحاد القوقاز استقلاله عن روسيا. انهار هذا الاتحاد الهش الذي ضم أرمينيا وجورجيا وأذربيجان عندما غزت القوات العثمانية منطقة القوقاز. ومع ذلك، هزمت الوحدات الأرمنية القوات العثمانية في معركة سارداراباد، على بُعد 40 كيلومترًا فقط من العاصمة الأرمنية المستقبلية يريفان، مما منع تدمير الأمة الأرمنية بالكامل.

في عام 1918، أصدر الباحثان الأمريكيان لوثروب ستودارد وغلين فرانك كتابًا بعنوان رهانات الحرب، عرض ثمانية حلول لمسألة الأرمن كما اقترحتها جهات مختلفة. وكان الاقتراح الثاني بعنوان أرمينيا المتحدة، موصوفًا على النحو التالي:
«إن اتحاد أراضي أرمينيا التركية والروسية والفارسية سينتج عنه مساحة كافية لتكوين دولة مستقلة، لكن في أي جزء كبير من هذه المناطق لن يشكل الأرمن أغلبية واضحة للسكان. وبالرغم من ذلك، سيكون الأرمن العنصر الأكثر ذكاءً وتقدمًا، لكن أعدادهم وحيويتهم تعرضتا لتدهور كبير بسبب سلسلة طويلة من الاضطهادات والمجازر، كما أن هناك تدميرًا واسعًا للممتلكات في هذه الأراضي، مما قلل من قوتهم المحتملة إلى درجة تشكل عائقًا خطيرًا أمام سيطرتهم على العناصر العرقية الأكثر عددًا في الإقليم».